# Upplands runinskrifter 1162
Upplands runinskrifter 1162 är en vikingatida runsten av rödgrå grovkornig granit i Buska, Altuna socken och Enköpings kommun. Runstenen är 2,3 meter hög, 1,2 meter bred och 0,35 m tjock. Runhöjden är 6-7 centimeter. Stenen står på sin ursprungliga plats.

## Inskriften
Translitterering av runraden:
biarn ÷ uk ' haltin ÷ litu -...isa ' stin ' at ÷ osur ' faþur ' uk ÷ þorun ÷  bont-
Normalisering till runsvenska:
Biorn ok Halfdan letu [ræ]isa stæin at Assur, faður, ok Þorunn [at] bond[a].
Översättning till nusvenska:
Björn och Halvdan läto resa stenen efter Assur, sin fader, och Torunn efter sin man.